# D. Cal McNair
Daniel Calhoun “Cal” McNair (geboren 1961 in Houston, Texas) ist ein amerikanischer Unternehmer. Seit Juli 2018 ist er als Chairman und Chief Executive Officer für die NFL-Franchise Houston Texans verantwortlich. Er ist Minderheitseigner am Franchise.

## Leben
Cal McNair ist der Sohn des Milliardärs Bob McNair und dessen Ehefrau Janice. Er hat noch drei weitere Geschwister. Er besuchte die Cypress-Fairbanks High School. Dort spielte er im Football-Team als Linebacker. Er studierte an der University of Texas in Austin. Dort war er ebenfalls Mitglied im Football-Team. An der Rice University erlangte 1995 er einen Master of Business Administration.
Ab 1987 bis 1998 arbeitete er in dem von seinem Vater gegründeten Unternehmen Cogen Technologies. Mit der Gründung der NFL-Franchise Houston Texans wurde er 2001 Minderheitsaktionär und begann für das Franchise zu arbeiten. Seit 2008 war er Vice Chairman. Von 2012 bis 2018 verantwortete er als Chief Operation Officer den Geschäftsbetrieb. Im Juli 2018 wurde er zum Chairman ernannt. Mit dem Tod seines Vaters am 23. November 2018 übernahm er ab Januar 2019 die Funktion als Chief Executive Officer der Franchise.
Daneben ist er im Aufsichtsrat der Unternehmen RCM Financial Services und Palmetto Trust Company.
McNair sitzt im Aufsichtsrat der Robert and Janice McNair Foundation und ist Chairman und Chief Executive Officer der Houston Texans Foundation. Daneben ist er philanthropisch tätig.
McNair hat aus einer ersten, 2002 geschiedenen, Ehe drei Kinder Seit 2010 ist er mit Ehefrau Hannah verheiratet. Mit ihr hat er vier Kinder.